# 油座
油座（あぶらざ）とは、照明に用いる燈油などの油を製造・販売する商人たちによる座。

## 概要
寺社は夜間に行う行事が多く、大量の燈油の需要があった。元々は封戸や荘園からの納入物として油を徴収することで需要に見合う油を確保していたが、平安時代後期以降にそれが不足あるいは困難になると、油商人を支配下に入れて彼らに油を調達・献上させる見返りに、神人・寄人などの資格を与えて原料仕入・製造・販売上の便宜や関銭免除など各種の特権を与えた。これが油座である。また、神社を本所とする油座に属し、神人の資格を有した油商人を油神人（あぶらじにん）と称した。
代表的なものに興福寺大乗院を本所とした符坂（ふさか）油座（奈良）・木村（このむら）油座（天王寺）、筥崎八幡宮を本所とした博多油座などがあったが、最大のものとして知られていたのが、離宮八幡宮（石清水八幡宮元社）を本所とした大山崎油座である。鎌倉時代には本所の力を背景に関銭免除の特権を得て、京都への進出や畿内周辺や西国において油の主原料である荏胡麻を大量に買い付けていたが、南北朝時代には室町幕府と結びついて京都での独占販売権を獲得した他、九州や大乗院系の油座が支配する大和国以外の西国各地における油の販売を独占し、他の油座や油商人を次々に傘下に収めていった。ところが、応仁の乱で大山崎が東軍の拠点とされたために戦場となり、室町幕府の権威も失墜したことから大山崎油座の地位も動揺する。戦国時代に入ると、戦国大名が自国の油商人を保護する政策を取り、新たに菜種油が登場したことで油座を取り巻く環境は決定的な変化を迎えた。
やがて、織豊政権によって油座は破棄され、大山崎油座も豊臣秀吉によって廃止された。やがて、江戸時代に入ると、菜種油を扱う商人が多かった大坂が油取引で圧倒的な地位を築くことになる。